# Осиповичи III
Осипо́вичи III (бел. Асiпо́вiчы III) — железнодорожная станция в Осиповичском районе (Могилёвская область, Белоруссия).
Расположена между станцией Осиповичи I и остановочным пунктом Бродище (отрезок Осиповичи — Жлобин железнодорожной линии Минск — Гомель). Действует пассажирское пригородное сообщение электропоездами по линии Минск — Гомель вплоть до станций Минск-Пассажирский и Жлобин.
Примерное время в пути со всеми остановками от ст. Минск-Пассажирский — 2 ч. 25 мин.; от ст. Осиповичи I — 6 мин., от ст. Жлобин — 2 ч. 20 мин.
Ближайшие населённые пункты — практически одноимённая деревня (станция примыкает к её границам) и деревня Замошье (примерно в 1,5 км к северо-западу от станции).